# KPE Barys-A 8x8
Barys-A 8x8 — казахстанский колесный плавающий модульный бронетранспортёр, созданный по сотрудничеству с Сингапуром на основе ББМ Terrex 2.

## История разработки
В ноябре 2024 года был заключен контракт по сотрудничеству между Kazakhstan Paramount Engineering и ST Engineering Land Systems. По условиям договора, казахстанская сторона получила проектно-техническую документацию по производству и разработке амфибийных машин этого класса, новейшие технологии проектирования и производства отдельных узлов и агрегатов для создания амфибийной техники, улучшая собственную квалификационную базу и расширяя производственную линейку и линию продаж.
В соответствии с договором, Kazakhstan Paramount Engineering имеет право на модернизацию и изменения в соответствии с требованиями заказчиков и особенностями климата и географии Казахстана.

## Описание конструкции

### Защита
Barys-A 8×8 усилена благодаря внедрению инновационной конструкции двойного V-образного днища (V-over-V).

### Амфибия
Barys-A 8×8 позволяет преодолевать водные препятствия при волнении до 3 баллов по Шкале Бофорта при скорости ветра 3,4-5,4 м/с и высоте волн до 0,6 метров.

## На вооружении
- Казахстан - 1 опытный образец по состоянию на 2025 год[источник не указан 93 дня].

## Примечание
1. 1 2 3  ir.kz. Kazakhstan Paramount Engineering Launches Production of Next-Generation Amphibious Armored Combat Vehicles. News | Media centre  | Kazakhstan Paramount Engineering (5 апреля 2025). Дата обращения: 7 мая 2025.
2. 1 2  В Казахстане в 2025 году начнут производить бронемашину-амфибию.